# Szirmay Antal
Szirmai Szirmay Antal (Eperjes, 1747. január 20. – Szinyér, 1812. szeptember 19.) táblai ülnök, Zemplén vármegye követe, földrajzi író, helytörténész, levéltáros, politikai író. Megírta Zemplén vármegye történetét. Kazinczy szavaival: A rettegés és remény közt nem mindenkor bírt eléggé magával.

## Élete
Szirmay György és Bertóthy Kata fia. Sátoraljaújhelyen végezte elemi iskoláit, majd 1758-ban Eperjesen, 1760-ban pedig a kassai nemesi convictusban tanult, ahol 1762-ban poeta laureatus lett. Tanulmányait 1764-ben fejezte be. Ezek után Zemplén vármegye szolgálatába, majd a királyi kancelláriához került és részt vett a Magyar- és Erdélyország közt való határkiigazításra felállított bizottság munkájában.
1773-ben Zemplén másod-, 1777-ben főjegyzőjévé választották. II. József trónra lépése alkalmából a megye üdvözlő iratát ő írta meg. II. József eszméi (pl. a német nyelv hivatalossá tétele) ellen is tiltakozott. 1785-ben a főispánságokat eltörölték. Így kerül Zemplénbe Szentiványi Ferenc mint főispáni helytartó és az ő ajánlatára, Szirmayt a Budára áthelyezett királyi táblához nevezték ki, majd 1786-ban bírónak esküdött fel.
Ezen állásában sem hagyott fel a verseléssel. József császár intézkedéseihez való vonzalma sok ellenséget szerzett neki. 1787-ben udvari tanácsos és az eperjesi királyi tábla ülnöke lett. Itt hivatalos ügyeken kívül könyvtára gyarapításával, oklevelek, ásványok, régi pénzek gyűjtésével is foglalkozott. A közügyek kapcsán Sáros vármegye nevében írt az ország régi szabadságainak visszaállítása végett.
A II. Lipót által egybehívott 1790. évi országgyűlésen Zemplén vármegye követe. Főképpen a vallásügyi vitában vett részt. Az 1796-os országgyűlésre ismét őt és Kazinczy Andrást küldi a vármegye. Közszereplői pályafutása azonban hirtelen félbe szakadt. Részben (főként vallásbeli) szabadelvűsége, részben a kormány- és rendszerváltozás és csipkelődő írásai miatt kitúrták állásából.
1797. október 20-án hivatalától elbocsátották. Vékére vonult el, de továbbra is próbált levelezni az ügyének előmozdítása végett. Kihallgatásért könyörgött a királynál és vizsgálatot kért maga ellen. Hivatalába azonban már nem helyezték vissza. Magányában enyhülést keres gazdaságában, az írásban és fiai oktatásában. Megírja Zemplén vármegye ismertetését, melyhez adatokat még a megyei levéltár rendezésekor gyűjtött. Élete végén adományul kapta a Zemplénben fekvő radi birtokot.

## Művei
- Raepresentatio Comitatus Sárosiensis ad Josephum II. Imperatorem de Regno Ungariae in suis libertatibus conservando. Eperjiessini, 1789
- Raepresentatio Comitatus Zemplén ad suam Majestatem Sacratissimam de non inducendo in pertractatione Publicorum linguae Germanicae usu. Dioszeghini, 1790
- Raepresentatio Comitatus Sárosiensis ad Josephum II. de indicendis proxime Regni comitis. Eperjiessini, 1790
- Literae Comitatus Sárosiensis gratiarum actoreae post restitutas Regni libertates ad principem Kaunicz et Belliducem Laudon. Uo. 1790
- Projectum de cleriori administratione justiciae in Regno Hungariae. Posonii, 1790
- Második József, az Elizion mezején Pest, 1790 (Elentherus Pannonicus álnév alatt)
- Második Leopold magyar király, Fleuterinek egy magyar profétálása szerint... 1790 (ford. Keresztury József német munkája után)
- Harminczkét okok, mellyeket azon világi catholikusok, kik az 1790. 30. novemberben a kalocsai érseknél tartatott gyülekezet végezésére reá nem állottak, kinek kinek itéleti alá terjesztettek. Uo. 1790. XII. havában (ugyanez latinul. Uo. 1790)
- Epigrammata in contradictionem cleri catholici regni Ungariae contra legem religionariam. (Heroico et elegiaco carmine). Posonii, 1790
- Epistola Jesuvitae Hungari et inferno, ad Ex-Jesuvitam Hungarum in vivis existentem. Uo. 1791
- Jus reipublicae in bona ecclesiasticorum. Pesthini, 1791
- Tekintetes nemes Zemplény vármegye fell ült nemessi rendü vitézzeinek kiszabott hadi törvényei. Kassa, 1797
- Notitia historica, politica, oecononomica montium et locorum viniferorum comitatus Zempléniensis (Kassa, 1798) Internet Archive Google REAL-R
- De ponto fama, dum Andreas Semsey in personalem praesentiae regiae denominaretur. (Elegiaco carmine). Viennae, 1802
- Notitia topographica politica i. comitatus Zempléniensis; edita et indicibus provisa industria Martini Georgii Kováchich. Budae, 1803. Térképpel. Google REAL-R
- Notitia historica comitatus Zempléniensis. Edita et indicibus provisa industria Martini Georgii Kováchich. Uo. 1804. Rézmetszettel és térképpel. Google
- Inscriptiones in illuminatam S. A. Ujhelini domum praetoream comitatus Zempléniensis, dum Franciscus Il. electus Romanorum imperator titulum Austriae quoque imperatoris assumeret. Viennae, 1804
- Notitia politica, historica, topographica incliti comitatus Ugochiensis (Pest, 180) Google
- Hungaria in parabolis, sive commentarii in adagia et dicteria Hungarorum. Budae, 1804. Google, REAL-R. 2. bőv. és jav. kiadás. Uo. 1807 REAL-R)
- Seren. Ferdinando V. caes.-reg. haereditario et coronae principi, nomine comitatus Zemplén A. de Sz. senex poeta, dum iam quintum regem suum veneraretur. Cassoviae, 2. Decembris 1805. Cassoviae
- Magyarázattya azon szóknak, mellyek a magyarországi polgári s törvényes dolgokban elő fordulnak, némelly rövidebb formákkal. Sive glossarium vocum in politicis ac juridicis negotiis regni Hungariae occurrentium cum formulis brevioribus. Uo. 1806
- Codex de delictis, eorumque poenis pro tribunalibus regni Ungariae partiumque eidem adnexarum per regnicolarem juridicam deputationem approbatus. Referente... cui concredita fuit elaboratio. Pesthim, 1807
- Szathmár vármegye fekvése, történetei és polgári ismérete. Buda, 1809-10. Két kötet. REAL-R Google
- A tokaji, vagyis hegyaljai szőlőknek ültetéséről, a boroknak csinálásáról és megtartásáról. Pest, 1810 REAL-R

### Kéziratai
- Historia Comit. Zempliniensis Pars Generalis Supremorum evComitum Res gestas ab Ao. 1214-1714. complectens diplomatice deducta Pars specialis sive Topographica. Fol. Tomi II
- Elegiae, Poemata, Versus, Ingeniosae cogitationes usque annum 1810
- Historia domestica familiae nobilium Szirmay usque annum 1811
- Combinatio legum de insurrectione Hungarorum, 1801
- Dissertatio de Banderiis, 1809
- Historia seditionis Horaianae, 1786
- Historia conspirationis Martinovicsianae, 1795 (magyarul: Hazánk 1888-89. évf.)
- Historia conventiculi Onodiensis cum cohaerentibus actis
- Fragmenta Historiae Secretae sui temporis cum particularibus quibusdam eventibus et appendice nonnullorum memorabilium, 1811
- Schlendrian magyar personalis II. József császárnak törvénye szerint, 1787
- Quodlibet, azaz mindenféle gyűjtemény, 1812
- Repraesentationes magis memorabiles per... qua ordinarium notarium elaborate. Tomi 2. usque an. 1786
- A Szirmay nemzetségnek eredete, ágazattya és viszontagságai 1812
- Gróff Sztáray Mihályrul, 1799-ben írt több száz sornyi magyar költeménye (Figyelő XIX. 183. sat.)

### Modern kori szövegkiadások
- Kazinczy Ferenc–Szirmay Antal: Az első magyar köztársasági forradalom. A magyar jakobinusok története; sajtó alá rend. Braun Soma; Herczka, Budapest, 1918
- Magyarország szóképekben; sajtó alá rend. Csörsz Rumen István, ford. Vietórisz József; Kriterion, Kolozsvár, 2008 (Téka)
- Glossarium. Latin-magyar jogi szótár 1806-ból; Tinta, Budapest, 2021 (Mesterművek)
- Notitia montium et locorum viniferorum Zempleniensis, 1798 / A tokaji, vagy is hegyallyai szőllőknek ültetéséről, 1810. A Kassán 1798-ban és a Pesten 1810-ben kiadott könyvek hasonmása; ford. Pető Gábor, jegyz., tan. Orbán Áron; L'Harmattan–Tokaj-Hegyalja Egyetem, Budapest–Sárospatak, 2022 (Europica varietas Tokajensis)